# AMOLF
AMOLF (voorheen het FOM-instituut voor Atoom- en Molecuulfysica) is een organisatie voor natuurkundig onderzoek, onderdeel van de institutenorganisatie van de Nederlandse Organisatie voor Wetenschappelijk Onderzoek (NWO).

## Onderzoek
AMOLF doet fundamenteel onderzoek naar functionele complexe materie. Het instituut richt zich op 4 thema’s:
- Nanophotonics[2]: het controleren van licht met materialen die gestructureerd zijn op de nanoschaal, en andersom het manipuleren van deze nano-materialen met licht.
- Nanophotovoltaics[3]: het efficiënter omzetten van zonlicht in elektriciteit door gebruik te maken van kennis uit de nanofotonica.
- Designer Matter[4]: het onderzoeken en ontwerpen van slimme materialen die zich gedragen op een manier die je in de natuur niet tegenkomt.
- Living Matter[5]: het bestuderen van de fysische ontwerpprincipes van levende materie door onderzoek aan biologische materialen en multi-cellulaire systemen.

## Geschiedenis
Het instituut begon in 1949 als Laboratorium voor Massascheiding en Analyse waar onder anderen Jacob Kistemaker werkte aan uraniumverrijking. In 1953 werd in dit laboratorium voor het eerst tien milligram verrijkt uranium geproduceerd, wat een primeur in Europa was. Belangrijk politiek resultaat hiervan was dat de Amerikanen geheimhouding van deze verrijkingstechnologie niet langer zinvol achtten. Zo kwamen isotopen voor medische en technologische toepassingen beschikbaar. In de jaren daarna werd in dit laboratorium de ultracentrifuge ontwikkeld, die tegenwoordig commercieel wordt gebruikt door de verrijkingsfabriek van Urenco.
Toen isotopen commercieel geproduceerd begonnen te worden, veranderde het type onderzoek. De naam van het instituut veranderde in FOM-Instituut voor Atoom- en Molecuulfysica. Men ging de isotopenseparator onder andere gebruiken om samen met Philips ionenimplantatie te ontwikkelen voor de chiptechnologie. De aard van het onderzoek veranderde in de loop van de tijd van enkele grote projecten met omvangrijke infrastructuur naar een groter aantal, meer kleinschalige onderzoeksprojecten.
Door veranderingen in het onderzoeksprogramma verviel de expliciete verwijzing naar atoom- en molecuulfysica uit de naam. Het instituut ging verder onder de naam FOM-instituut AMOLF.
Eind 2009 is het instituut verhuisd naar een nieuw gebouw op het Science Park in Amsterdam. Het nieuwe gebouw werd op 18 maart 2010 officieel geopend door Jos Engelen, voorzitter van de Nederlandse Organisatie voor Wetenschappelijk Onderzoek (NWO). Directeur van AMOLF was tot juli 2013 prof. dr. Albert Polman en tot 2015 prof. dr. Vinod Subramaniam, waarna prof. dr. Huib Bakker deze functie overnam.
Op 1 januari 2017 is de Stichting FOM omgevormd tot NWO-I, de institutenorganisatie van NWO. Dit had onder andere tot gevolg dat het instituut zijn naam aanpaste in AMOLF, zonder verwijzing naar FOM.